# فندق المتحف
فندق المتحف هو فندق يقع في شارع الرشيد على شاطئ بحرغزة، وعلى مقربة من مخيم الشاطئ للاجئين الفلسطينيين. دمره لاحتلال الإسرائيلي خلال حرب الإبادة المستمرة على قطاع غزة التي بدأت منذ عملية طوفان الأقصى، ولا يستبعد المؤرخون الفلسطينيون سرقة الاحتلال الإسرائيلي ما بداخله، ولم يتمكن أحد من الدخول إليه بسبب تعرض المنطقة لقصف إسرائيلي متواصل.

## بناؤه ومقتنياته
بني الفندق عام 2009 في موقع جغرافي يطل على بحرغزة، ويتكون من اثنين وثلاثين جناح مزينة بآثار تاريخ المدينة العريق، ويحتوي على مطعم، والعديد من غرف الاجتماعات، وحديقة يتخللها أعمدة رومانية ويونانية قديمة. بُنيت مداخله والعديد من أركانه بحجارة تعود إلى العهدين العثماني والمملوكي، إضافة إلى جسور خشبية ومعدنية بعضها يعود إلى السكك الحديدية التي كانت تعبر قطاع غزة، ما ينطبق على العديد من الأبواب الداخلية والنوافذ لأركان الفندق وغرفه.
يضم الفندق عدداً من القطع الأثرية التي جمعها مؤسسه ومالكه جودت الخضري عبر الحفريات، أو اشتراها من مقاولين عثروا عليها، كونه يعمل في قطاع المقاولات، وهي تزيد عن 300 قطعة أثرية من عهود عدة، أبرزها مجسّم وجه يعود إلى العهد الكنعاني، وجرار فخارية عُثر عليها في ميناء البلاخية. ويضم أيضاً المجموعة الوحيدة من التوابيت الكنعانية الخمسين التي سرقها الاحتلال بإشراف مباشر من موشيه ديّان، في الفترة بين 1967 و1969، من دير البلح في قطاع غزة، وتحديداً من منطقة أبو سليم، وبالتالي هي الدليل الوحيد الذي يفضح كذب وتزييف الرواية الإسرائيلية، التي تدعي بأنها آثار تخصّها.
في حال تضررت الأجرار الفخارية والمقتنيات الأخرى التي تعود لعصور عدّة، فإن غزة تكون خسرت جزءاً مهماً من تاريخها وحضارتها، وهي قطع مسجلة لدى مؤسسات دولية عديدة.